# Czesław Podleśny
Czesław Podleśny (ur. 1959 w Rybniku) – polski rzeźbiarz i ceramik.

## Życiorys
Syn górnika. Uczył się w latach 1974–1979 w Państwowym Liceum Sztuk Plastycznych im. Antoniego Kenara w Zakopanem. W latach 1980–1982 studiował na Wydziale Rzeźby w Państwowej Wyższej Szkole Sztuk Plastycznych (ASP) w Gdańsku, a w latach 1982–1985 na Wydziale Rzeźby w Akademii Sztuk Pięknych w Warszawie. Dyplom z wyróżnieniem obronił w 1985 w pracowni prof. Stanisława Kulona. W latach 1993–1994 wykładał na amerykańskich uczelniach artystycznych, m.in. w Maryland Institute, College of Art. w Baltimore. W 1994 był rezydentem w Clay Studio (Philadelphia) i w Pottery School (Tuscarora, Nevada). W 2018 uzyskał stopień doktora sztuki w ASP w Warszawie.
Współzałożyciel (wraz z J. Foberem i A. Szarkiem) grupy artystycznej „...Kim jesteś”. Od 2015 pomysłodawca i koordynator inicjatywy artystycznej WL4 Przestrzeń Sztuki w Gdańsku. Prace artysty znajdują się w zbiorach: Muzeum Narodowego we Wrocławiu, Muzeum Okręgowego w Białej Podlaskiej, Muzeum Śląskiego w Katowicach oraz w zbiorach prywatnych w kraju, Niemczech, USA i Anglii.

## Wystawy indywidualne (do 2006)
- 1991 – Galeria Władysława Hasiora, Zakopane
- 1991 – „Red Beret” Galeria Mała, Nowy Sącz
- 1993 – Galeria Yam, Zakopane
- 1993 – „Good-bye Poland”, Galeria Kulczycki, Zakopane
- 1993 – „Sculpture” Galeria Jatki, Nowy Targ
- 1994 – Gallery Clay Studio, Baltimore, USA
- 1994 – Gallery Clayworks, Baltimore, USA
- 1995 – Galeria Rzeźnia, Zakopane
- 1995 – Museum of V. Loffler, Kosice, Słowacja
- 1995 – „Sculpture” Galeria Tatrzanska, Górny Smokowiec, Słowacja
- 1996 – „Sculpture – exhibition of time”, Niedzica
- 1998 – Sculpture exhibition – Gallery W&K, Wittstock, Niemcy
- 1998–1999 – Sculpture exhibition – Forderverein Temnitzkirche e. V. Netzeband, Niemcy
- 1999 – Sculpture exhibition – Neue Kunst Gallery, Detmold, Niemcy
- 2000 – Sculpture exhibition – Kunsthalle Gallery, Berlin, Niemcy
- 2001 – Sculpture exhibition – Gallery Wusterhausen, Wusterhausen, Niemcy
- 2002 – „Maluny” – painting exhibition – „Piano Café” and Pension „Ornak”, Zakopane
- 2002 – „Ecce Homo” – Painting exhibition, Galeria Antoniego Rząsy, Zakopane
- 2002 – „Sculpture exhibition”, Bonn, Niemcy
- 2004 – „The way” – 20 year of work, sculptures and paintings, State Gallery
- 2006 – „Ecce – Homo” – Paintinga exhibition, Gotic Church, Neruppin, Niemcy

## Nagrody
- 1997 – First Prize & Gold Brouche of Spider Crab at the VIII International Symposium Sculpture in Stone – 0 Grove, Hiszpania
- 2019 – Nagroda Prezydenta Miasta Gdańska w Dziedzinie Kultury za całokształt pracy twórczej oraz z okazji 60. urodzin[5]